# Malin Haawind
Malin Johanna Haawind, född 23 november 1980 i Järna, Sörmland, är en svensk författare och etnolog.
Haawind har arbetat som redaktör och journalist. Hon debuterade som författare 2016 med boken Dra åt helvete : en bok om gräl.